# Uchatek
Uchatek (Eumetopias) – rodzaj ssaków z rodziny uchatkowatych (Otariidae).

## Zasięg występowania
Rodzaj obejmuje jeden żyjący współcześnie gatunek występujący u wybrzeży północnego Oceanu Spokojnego.

## Morfologia
Długość całkowita ciała samic 250 cm, samców 330 cm; masa ciała samic 273 kg, samców 1000 kg (wyjątkowo 1120 kg); noworodki mierzą 100 cm o masie ciała 18–22 kg. 

## Systematyka
Rodzaj zdefiniował w 1866 roku amerykański ichtiolog, teriolog i malakolog Theodore Nicholas Gill w artykule poświęconym płetwonogim opublikowanym na łamach Proceedings (Communications) Essex Institute. Na gatunek typowy Gill wyznaczył (oznaczenie monotypowe) uchatka grzywiastego (E. jubatus).

### Etymologia
Eumetopias (Eumetopus): gr. ευ eu ‘dobry, ładny’; μετωπιας metōpias ‘mieć wysokie czoło, z krzaczastymi brwiami’, od μετωπιον metōpion ‘czoło, brew’, od μετα meta ‘między’; ωψ ōps, ωπος ōpos ‘oko’.

### Podział systematyczny
Do rodzaju należą jeden żyjący współcześnie gatunek: 
- Eumetopias jubatus (von Schreber, 1776) – uchatek grzywiasty

Opisano również gatunek wymarły żyjący na przełomie pliocenu i plejstocenu:
- Eumetopias oijyaensis Horikawa, 1981